# El pequeño vampiro (novela)
El pequeño vampiro (en alemán Der Kleine Vampir) es el primer libro de la saga del mismo nombre, escritos por Angela Sommer-Bodenburg.
- Datos: Q5826107